# Phyllomyza dilatata
Phyllomyza dilatata är en tvåvingeart som beskrevs av Malloch 1914. Phyllomyza dilatata ingår i släktet Phyllomyza och familjen sprickflugor.
Artens utbredningsområde är Taiwan. Inga underarter finns listade i Catalogue of Life.